# مجدي دربالة
مجدى درباله (26 مارس 1971 - الآن)، صحفي مصري ويقدم حاليا برنامج مباشر من مصر على الفضائية المصرية يوم الثلاثاء وهي فقرة اقتصادية تستضيف كبار الشخصيات في القطاع الاقتصادى وتناقش قضايا اقتصادية مهمة. نص الصفحة.
سبق لمجدى درباله تقديم برنامج اوراق اقتصادية لمدة عامين ونصف على قناه النيل للأخبار.
ويرأس تحرير مجلة بيزنس الاقتصادية وموقع عالم البيزنس منذ عام 2011 . 1.

## نشأته ودراسته
ولد مجدى درباله في مدينة المنيا، عمل صحفيا بجريدة بجريدة العالم اليوم ثم الحقيقة ثم روزاليوسف الآن مدير تحرير جريدة اخبار اليوم.مدير تحرير جريدة اخبار اليوم
ويقدم برنامج مباشر من مصر اليومي الذي يبث على الفضائية المصرية وهي فقرة اقتصادية تستضيف كبار الشخصيات في القطاع الاقتصادى وتناقش قضايا اقتصادية مهمة

## وصلات خارجية
- الموقع الرسمي للصحفي والإعلامي مجدى دربالة
- موقع عالم البيزنس